# رضا أكرام
رضا أكرام (10 ديسمبر 1990 بالرباط في المغرب - ) هو لاعب كرة قدم مغربي في مركز الهجوم. شارك مع منتخب كندا تحت 17 سنة لكرة القدم ومنتخب كندا تحت 20 سنة لكرة القدم ومنتخب كيبك لكرة القدم. أما مع النوادي، فقد لعب مع إمباكت مونتريال ونادي الجيش الملكي وTrois-Rivières Attak ‏.